# Sex&Drugs&Rock&Roll
Sex&Drugs&Rock&Roll je američka humoristična televizijska serija. Idejni tvorac i jedan od glavnih glumaca u seriji je Denis Leary. Premijerno je prikazana 16. srpnja 2015. godine a okončana 1. rujna 2016. nakon dvije sezone.

## Radnja
Johnny Rock (Denis Leary) je bivši pjevač rock grupe The Heathens koja se početkom 90-ih raspala nakon objavljivanja samo jednog albuma. 25 godina kasnije, usprkos brojim životnim neuspjesima, Johnny se bori da ostane u glazbenoj industriji. Iznenada dobiva drugu priliku kada se njegova kći Gigi (Elizabeth Gillies), za koju dotada nije ni znao da postoji, preseli u New York kako bi se pokušala probiti na glazbenu scenu. Ona mu predlaže da ponovno okupi The Heathens-e, ona će ga zamijeniti kao pjevačica, a on će ostati u poslu kao njezin tekstopisac i trener. Johnny se mora suočiti s izazovima ostarjele rock zvijezde na glazbenoj sceni kojom dominiraju hip-hop i pop, kao i time da po prvi put u životu brine za nekoga osim sebe, svoju kćer.

## Glumci

### Glavne uloge
- Denis Leary - Johnny Rock: pjevač grupe The Heathens
- John Corbett - Flash: gitarist grupe The Heathens, sezonski glazbenik koji radi za Lady Gagu
- Elizabeth Gillies - Gigi: pjevačica grupe The Assassins i Johnnyjeva kćer
- Bobby Kelly - Bam Bam: bubnjar grupe The Heathens
- Elaine Hendrix - Ava: bivši prateći vokal grupe The Heathens, Johnnyjeva dugogodišnja djevojka i njegov moralni kompas.
- John Ales - Rehab: bas gitarist grupe The Heathens

### Sporedne uloge
- Josh Pais - Ira Feinbaum: bivši menadžer grupe The Heathens
- Eric Sheffer Stevens - Brook Lanley: hip rock producent
- Rebecca Naomi Jones - Davvy: pjevačica

## Epizode

### Prva sezona
| Broj | Naslov                                     | Redatelj        | Scenarist(i)             | Originalno emitiranje |
| --- | ------------------------------------------ | --------------- | ------------------------ | --------------------- |
| 1 | "Don't Wanna Die Anonymous"                | Michael Blieden | Denis Leary              | 16. srpnja 2015.      |
| Johnny Rock u baru vidi djevojku kako gleda u njega i pokuša ju poljubiti, samo da bi saznao (nakon što ga je ošamarila i udarila koljenom u međunožje) da je ona njegova kći Gigi. Dok Johnnyju preostaje sve manje opcija kao pjevaču, Gigi, koja želi postati pjevačica, nudi 200.000 dolara Johnnyju i njegovom bivšem gitaristu Flashu da napišu nekoliko pjesama za nju. Jedini problem je što Johnny i Flash nisu u dobrim odnosima jer svaki okrivljuje onog drugog za raspad njihove grupe The Heathens 1992., dok Flash također pokazuje da namjerava spavati s Gigi. The Heathens se ponovno okupljaju da vide koliko je Gigi dobra. Grupa svira svoju nekadašnju hit pjesmu "Animal", te su Johnny i Flash zatečeni Giginim pjevanjem kao i novom prilikom da se vrate u showbiznis. |                                            |                 |                          |                       |
| 2 | "Clean Rockin' Daddy"                      | Michael Blieden | Denis Leary              | 23. srpnja 2015.      |
| Johnny potpisuje ugovor s Gigi, s time da je ona pjevačica a on tekstopisac, te dogovaraju pisanje pet pjesama u iduća dva mjeseca. Rehab i Bam Bam su već potpisali ugovor. Flash je također potpisao, ali kaže da to nije zbog novca jer je on već dovoljno uspješan. Nakon noći drogiranja i opijanja, Johnny nudi osnovnu melodiju za pjesmu dok Flash pomaže sa stihovima. Gigi pjeva novu pjesmu "Die Tryin" te grupa počinje uvježbavati i snimati pjesme. No u ugovoru stoji da se Johnny ne smije opijati i drogirati najmanje 30 dana. Johnny tvrdi da su svi velikani glazbene scene stvorili svoje najbolje stvari pod utjecajem ali grupa ga pokušava održati čistim. Kada sljedeći pokušaj pisanja pjesme prođe užasno, grupa mu dopušta da se vrati piću i drogama, iako ne i kokainu. |                                            |                 |                          |                       |
| 3 | "Lust for Life"                            | Michael Blieden | Denis Leary              | 30. srpnja 2015.      |
| Gigi i Johnny pokušavaju napisati pjesmu zajedno, ali ona odustaje, rekavši mu da ona nije tekstopisac. Gigi pita Johnnyja da li ju voli te on ne odgovara što dovodi do svađe. Web stranica objavljuje priču da je Johnny umro od gušenja kada mu je pileća kost zapela u grlu, te grupa odlučuje pustiti glasine da kruže još neko vrijeme jer bi to bilo dobro za Giginu karijeru. Dok pokušavaju smisliti priče kako je Johnny "umro", Gigi dobiva inspiraciju da svoju grupu nazove The Assassins. Joan Jett (Jett glumi samu sebe) se nakratko pojavljuje i želi Gigi sreću na njezinom prvom koncertu. |                                            |                 |                          |                       |
| 4 | "What You Like Is In The Limo"             | Michael Blieden | Denis Leary              | 6. kolovoza 2015.     |
| Nakon što se pokazalo da je Johnnyjeva smrt bila lažna, ispostavi se da su The Heathens još uvijek popularni u Belgiji, pa im Ira dogovara posljednju turneju pod nazivom "The Johnny Rock Resurrection Tour". Plan je da Gigi pjeva tri pjesme na koncertu kako bi predstavila svoju grupu The Assassins. Flash i Gigi odlaze na ručak gdje Flash predlaže da njih dvoje zajedno pišu pjesme i odbace Johnnyja, pod izgovorom da će Johnny okrenuti Gigi leđa i sam sebe uništiti na koncertu. Skupina postavlja nemoguće zahtjeve za "tretmanom rock-zvijezda" iza kulisa tijekom koncerta. Gigi je uzrujana glupostima koje zahtijevaju, ali grupa ipak dobiva sve što zaželi. Johnny počinje koncert s pjesmom "Die Tryin", ali na pola pjesme, opijen i pod utjecajem droge, počne halucinirati i poludi, ostavljajući praznu pozornicu. Gigi koristi trenutak za predstavljanje The Assassins-a, nastavljajući pjesmu i preuzimajući koncert. Nakon koncerta, grupa sjedi u limuzini u kojoj Flash i Ira pokušaju izbaciti Johnnyja iz "ekipe Assassins", ali ih nadglasa Gigi koju ga jednostavno prebacuje u "ekipu Gigi". |                                            |                 |                          |                       |
| 5 | "Doctor Doctor"                            | Denis Leary     | Denis Leary              | 13. kolovoza 2015.    |
| Vidjevši kako je grupa disfunkcionalna Gigi poziva sve članove da posjete terapeuta (Griffin Dunne) koji je radio s drugim grupama, uključujući Aerosmith i Kings of Leon. Iako grupne i pojedinačne seanse idu užasno loše, to neobično iskustvo ih zbliži. Na kraju, Ava tvrdi da grupa ne može raditi kao demokracija nego kao diktatura koju će voditi Gigi. |                                            |                 |                          |                       |
| 6 | "Tattoo You"                               | Michael Blieden | Evan Reilly              | 20. kolovoza 2015.    |
| Gigi pokazuje Johnnyju tetovažu na ruci koja sadrži njegovo ime, a ona njemu predlaže da si napravi jednu s njezinim imenom da dokaže svoju ljubav i predanost njoj. Johnny u početku odbija, rekavši kako se uvijek bojao tetoviranja, ali na kraju ipak pristaje. Gigina majka, Cat (Callie Thorne) se pojavljuje u gradu da ih posjeti i podijeli s njima pjesmu koju je napisala. Cat, koji je u prošlosti imala romantični odnos s Flashom, pokušava ga uvjeriti da je ona više "njegov speed" nego što je to Gigi. Baš kad Gigi počinje misliti da njezina veza s Flashom neće funkcionirati, on spusti hlače i otkriva na stražnjici tetovažu s njezinim imenom, iako se pokaže da je zapravo samo prepravio stariju tetovažu s natpisom Gaga. U međuvremenu, Gigina tetovaža s Johnnyjevim imenom se razlije, otkrivši da je lažna što razljuti Johnnyja. |                                            |                 |                          |                       |
| 7 | "Supercalifragilisticjuliefriggingandrews" | Michael Blieden | Denis Leary              | 27. kolovoza 2015.    |
| Johnnyjeva majka Elizabeth (Kelly Bishop), koja stalno tvrdi da bi osvojila glavnu ulogu u filmu Mary Poppins umjesto Julie Andrews da nije bila trudna s Johnnyjem, laže Johnnyju da umire od raka i nagovori ga da s grupom svira pjesme iz 70-ih na njezinom vjenčanju s Jeremyijem (Roger Bart), gay producentom njezinog nadolazećeg Broadway mjuzikla. Nakon što grupa počinje svirati, Elizabeth ih pokušava zasjeniti pjevajući pjesme iz svoje emisije. |                                            |                 |                          |                       |
| 8 | "Hard Out Here for a Pimp"                 | Tucker Gates    | Denis Leary              | 3. rujna 2015.        |
| U nastojanju da odvoji Gigi od Flasha, Johnny joj postavlja na put osobu njezine dobi, Irinog novog klijenta Jima koji je započeo glazbeni i modni pokret pod nazivom "NormCore". Usprkos početnom uspjehu, pokaže se da se Jim previše ponaša poput Johnnyja, pa Johnny odlučuje da je Flash ipak manje od dva zla. U međuvremenu, Rehab i Bam Bam su frustrirani zbog načina na koji grupa dijeli zaradu i odluče pokrenuti vlastiti glazbeni pokret pod nazivom "BeastCore". |                                            |                 |                          |                       |
| 9 | "Take My Picture by the Pool"              | Michael Blieden | Denis Leary i Jack Leary | 10. rujna 2015.       |
| Gigi dobiva veliku ponudu od produkcijske kuće Sony Music. Ponuda obuhvaća sve članove grupe osim Bama i Rehaba jer je jedan predebel a drugi prestar. Njih dvojica napuštaju grupu i postaju DJ-evi. U međuvremenu, Johnny i Gigi otkrivaju da ugovor uopće ne uključuje nastupe uživo, u video spotovima Gigi mora nastupati polugola, te da glazba uopće nije rock nego hip-hop. Nakon što jedna prolaznica Johnnyja zamjeni s Jon Bon Jovijem, zbog makeovera kroz koji je morao proći, Johnny i Gigi sve odbacuju rekavši da nisu na prodaju. |                                            |                 |                          |                       |
| 10 | "Because We're Legion"                     | Michael Blieden | Denis Leary              | 17. rujna 2015.       |
| Bam i Rehab se vraćaju u grupu a Gigi prekida vezu s Flashom. |                                            |                 |                          |                       |

### Druga sezona
| Broj | Naslov                                     | Redatelj           | Scenarist(i)                          | Originalno emitiranje |
| --- | ------------------------------------------ | ------------------ | ------------------------------------- | --------------------- |
| 11 | "All That Glitters is Gold"                | Michael Blieden    | Denis Leary & Bob Fisher              | 30. lipnja 2016.      |
| Iznenadna smrt Micki, stare članice The Heathens-a natjera članove benda da preispitaju na čemu su i u kojem smjeru idu. Johhny otkriva da su Ava i Flash imali aferu nedugo nakon raspada Heathensa no oni tvrde da je to prošla i svršena stvar. |                                            |                    |                                       |                       |
| 12 | "Rebel Rebel"                              | Michael Blieden    | Julieanne Smolinski                   | 7. srpnja 2016.       |
| Ava želi izmiješati stvari dok nagovara Gigi da isproba sve što može dok je još mlada. Rehaba kontaktira veliki producent s Broadwaya. Gigi se upušta u kratku lezbijsku vezu s pjevačicom Davvy. |                                            |                    |                                       |                       |
| 13 | "Cool for the Summer"                      | Jim Serpico        | Denis Leary & Bob Fisher              | 14. srpnja 2016.      |
| Gigi i Davvy odlučuju glumiti da su i dalje u vezi jer bi to moglo biti dobro za njihove karijere. Gigino nedavno iskustvo tjera Flasha da ubrza svoj plan kako da postane bolji ljubavnik Gigi. Noah i Bam Bam pokušavaju uvjeriti Rehaba da im se pridruži u Feastu, mjuzikl predstavi o bolesti krumpira i velikoj gladi u Irskoj utemeljenoj na njegovim idejama. Ava započinje solo karijeru kao kabaretska pjevačica. |                                            |                    |                                       |                       |
| 14 | "Bad Blood"                                | Jim Serpico        | Denis Leary & Bob Fisher              | 21. srpnja 2016.      |
| Ava se proslavi svojim solo nastupom pod nazivom Ava X. Johnny ju pokuša kontrolirati pa ga Ava i Gigi izbace iz studija. Bam i Rehab upoznaju producenta Campbella Scotta (Scott glumi samog sebe) koji je otkupio prava na produkciju predstave Feast. Gigi daje Flashu Rolling Stones značku optočenu rubinima i dijamantima a on ne shvaća značenje geste.                                                              |                                            |                    |                                       |                       |
| 15 | "And She Was"                              | Michael Blieden    | Julieanne Smolinski                   | 28. srpnja 2016.      |
| Johnny naglo postaje velika potpora Avi u njezinoj solo karijeri što nju čini sumnjičavom. Ubuđen zbog svoje uloge u Feastu Bam se počinje mijenjati što ljuti Rehaba. |                                            |                    |                                       |                       |
| 16 | "Rock This Bitch Till the Wheels Fall Off" | Michael Blieden    | Denis Leary & Bob Fisher              | 4. kolovoza 2016.     |
| Avina karijera se razvija pa joj Flash pomaže oko frizure i odjeće te oni potajno nastavljaju svoju staru vezu. Istodobno, Flash uplaši Gigi kada joj pokaže zemljište koje posjeduje u New Jerseyju jer ona misli ju on želi zaprositi što ona odbija. Rehab se ponovno priključuje Feastu nakon što mu Campbell Scott da poklon koji zapravo ne vrijedi ništa.                                                            |                                            |                    |                                       |                       |
| 17 | "Tramps Like Us"                           | Jim Serpico        | Erik Durbin                           | 11. kolovoza 2016.    |
| Pri dovršenju produkcije Feasta Rehab otkriva da je na promotivnom plakatu kreditiran samo kao vanjski suradnik što ga ljuti. Ava i Flash priznaju svoju vezu Gigi i Johnnyju koji prekidaju s njima. Johnny im sve oprašta pod uvjetom da The Assassins-i nastave s radom. Gigi motornom pilom uništava Flashov apartman, poštedjevši samo jednu gitaru.                                                                   |                                            |                    |                                       |                       |
| 18 | "Ghosts of Skibbereen"                     | Jim Serpico        | Denis Leary & Bob Fisher & Jack Leary | 18. kolovoza 2016.    |
| Premijera Feasta ujedinjuje sve na pogrešan način. |                                            |                    |                                       |                       |
| 19 | "Rolling in the Deep"                      | Rosemary Rodriguez | Evan Reilly                           | 25. kolovoza 2016.    |
| Netko iz prošlosti sastava se vraća i napetosti dosežu vrhunac. |                                            |                    |                                       |                       |
| 20 | "Bang Bang"                                | Rosemary Rodriguez | Evan Reilly                           | 1. rujna 2016.        |
| Gigi odlučuje povesti sastav u potpuno novom smjeru. Johnny započinje novi solo projekt. |                                            |                    |                                       |                       |